# Hipsografía
La hipsografía estudia la distribución de la elevación de la superficie de la Tierra (de su totalidad o de una región específica) o de otros planetas sólidos como Marte y Venus. El término deriva del término griego υψός, "hypsos" (altura). 
Suele representarse mediante una curva hipsográfica o hipsograma que representa la frecuencia de cada franja de altitudes de la región estudiada (ver figura). 

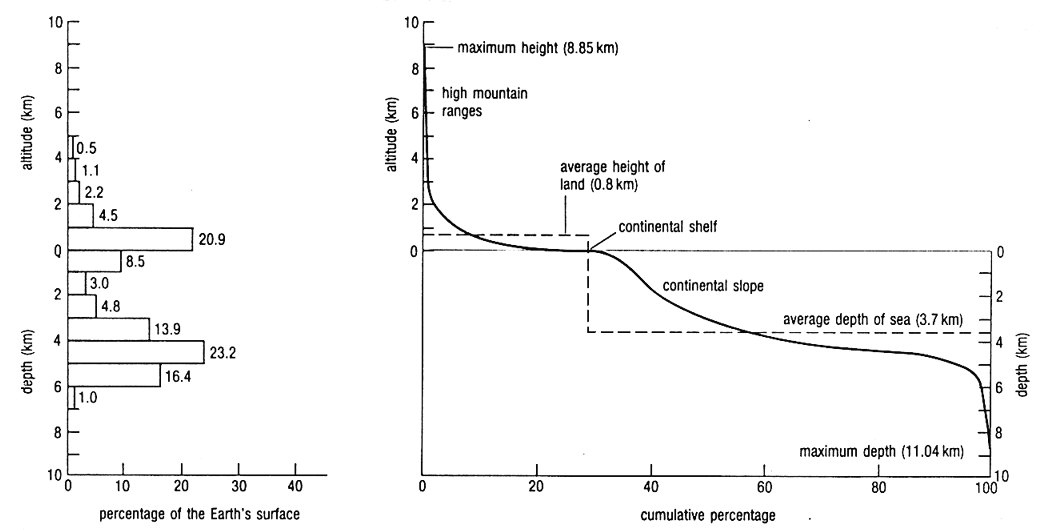
Hipsografía de la Tierra, que muestra que la mayor parte de la topografía terrestre se encuentra en torno al nivel del mar (0 m) y cerca de la profundidad media de los océanos (-3,7 km).

- Datos: Q10749533